# 铁路事故列表 (2020年至今)
該列表列出至2020年至今所發生的鐵路事故。

## 2020年
| 日期 （UTC）           | 時間                   | 地點                                                                                      | 主條目                           | 事故類型          | 起因                                     | 受傷人數 | 死亡人數 | 波及人數 |
| ---------------------- | ---------------------- | ----------------------------------------------------------------------------------------- | -------------------------------- | ----------------- | ---------------------------------------- | -------- | -------- | -------- |
| 2020年2月6日           | 04：34（UTC）          | 義大利倫巴第利夫拉加                                                                      | 利夫拉加列車脫軌事故             | 脫軌事故          | 調查中                                   | 31       | 2        | 33       |
| 2020年2月20日          | 19：45（UTC+10）       | 維多利亞州沃蘭鎮 37°24′15″S 145°01′06″E / 37.40417°S 145.01833°E                          | 2020年沃蘭列車脫軌事故           | 脫軌事故          | 調查中                                   | 12       | 2        | 165      |
| 2020年3月5日           | 06：45（UTC）          | 法國萊茵省英格奈姆鎮                                                                      | 2020年英格奈姆列車脫軌事故       | 脫軌事故          | 滑坡                                     | 22       | 0        | 349      |
| 2020年3月27日          | 03:15（UTC-4）         | 美国紐約96街車站和中央公園北-110街車站間地下                                              | 2020年紐約地鐵火災               | 火災事故          | 疑為縱火（調查中）                       | 16       | 1        | [17]     |
| 2020年3月30日          | 11:45（UTC+8）         | 中华人民共和国湖南省郴州市永興縣                                                          | 2020年T179次列車脫軌事故         | 脫軌事故          | 山體塌方體導致列車相撞                   | 127      | 1        | [128]    |
| 2020年4月10日          | 13:10（UTC+8）         | 臺灣高雄市楠梓區/仁武區屏山巷平交道 22°42′07.9″N 120°19′18.8″E / 22.702194°N 120.321889°E | 2020年臺鐵高雄段電聯車平交道事故 | 車禍事故/相撞事故 | 水泥聯結車闖越平交道                     | 4        | 0        | [4]      |
| 2020年5月8日           | 05:15 （UTC+ 5:30）    | 印度 馬哈拉什特拉邦 奧蘭加巴德 19°52′33″N 75°33′30″E / 19.875833°N 75.558333°E            | Aurangabad railway accident      | 輾斃事故          | 在鐵軌上入睡的16名外地移工被貨物列車輾斃 | 1        | 16       | 17       |
| 2020年8月12日          | 09：40（UTC+1）        | 英国蘇格蘭亞伯丁郡斯通黑文 56°57′09″N 2°19′16″W / 56.9524329°N 2.3211772°W                | 斯通黑文列車出軌事故             | 脫軌事故          | 懷疑與滑坡有關（調查中）                 | 6        | 3        | [9]      |
| 2020年11月30日/12月4日 | 07：30/08：30（UTC+8） | 臺灣新北市瑞芳區臺灣鐵路管理局宜蘭線瑞芳－猴硐間（K12+233）                               | 2020年臺鐵瑞芳猴硐路段走山事故   | 自然災害          | 高強度豪雨、地質問題                     | 0        | 0        | 18617    |

## 2021年
- 2月1日 –  加拿大 – 一列戈德里希-埃克塞特铁路（英语：Goderich–Exeter Railway）货运列车在安大略省戈德里奇港脱轨，摧毁了一座与渔业有关的历史建筑。[1]
- 2月12日 –  加拿大 – 一列载有钾盐的加拿大太平洋鐵路货运列车在洛磯山脈的Crowsnest Pass脱轨。两辆机车与至少 48辆货车一起脫離轨道，其中五辆汽车掉入Crowsnest湖。[2]
- 2月20日 –  俄羅斯 – 在阿穆尔州斯科沃罗季诺区，一列运煤列车（英语：Rail freight transport）的25节车厢在后贝加尔铁路發生脱轨，無人受伤。[3]
- 3月6日 -  美国 - 在弗吉尼亚州弗兰特罗亚尔，一列诺福克南部火车脱轨，造成1人死亡。[4]
- 3月7日 –  巴基斯坦 – 信德省苏库尔县，列車發生出軌事故，造成1人死亡，另有40多名乘客受伤，此事故地點位於Rohri（英语：Rohri Junction railway station）與Sangi（英语：Sangi railway station）火車站之間。[5][6]
- 3月13日 –  英国 – 柯比站火车事故（英语：Kirkby train crash）：为默西鐵路运营的507型（英语：British Rail Class 507）客运列车在柯比火車站（英语：Kirkby railway station）冲出缓冲區并脱轨[7]，十二人受轻伤。[8]
- 3月26日 –  埃及 – 2021年索哈傑火車相撞事故：一列客运列车在索哈傑附近追撞另一列車尾，至少有18人遇难。[9]
- 4月2日 –  中華民國臺灣 – 北迴線太魯閣號列車出軌事故：載有498人的臺鐵408次TEMU1000型太魯閣自強號在行經清水隧道時，與滑落邊坡侵入路線的工程車碰撞出軌後，持續往前滑行撞擊隧道口後並持續擦撞隧道內壁，並造成多名旅客遭拋離原位，共計有49人罹難和213人輕、重傷，這也是台鐵自1948年以來最嚴重的鐵路事故。[10][11][12]
- 4月4日 –  捷克 – 2021年Světec火车相撞事故（英语：2021 Světec train crash）：由753.740机车（英语：ČSD Class T478.3）牵引的ORLEN Unipetrol Doprava (UNIDO) 54334号特快货运列车在Světec站与123.023机车牵引的捷克铁路货运（英语：ČD Cargo）列车66403号相撞；捷克铁路货运列车的司机跳出机车并幸免于难，但UNIDO列车的司机在撞击中死亡。[來源請求]
- 4月15日 –  埃及 – 客運列車於Minya al-Qamh脫軌，15人受傷[13]
- 4月18日 –  埃及 – Toukh列車意外（英语：Toukh train accident）：客運列車於Toukh出軌，23死139傷。[14]

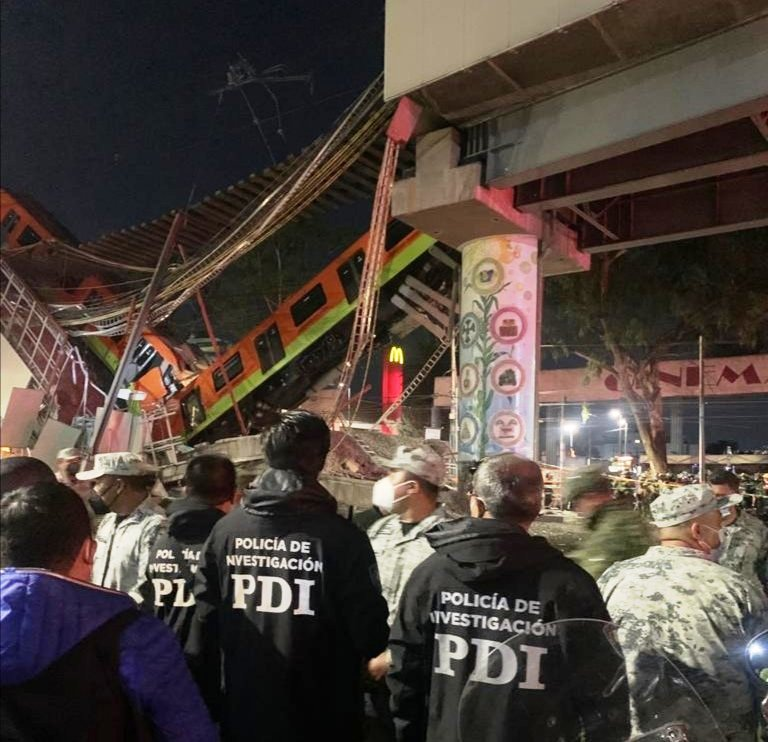
墨西哥市

- 5月3日 –  墨西哥 – 2021年墨西哥城地鐵坍塌事故：墨西哥城地铁12號線的一座高架桥在火车经过时坍塌，造成26人死亡，98人受伤。[15]
- 5月24日 –  马来西亚 – 2021年格拉那再也綫輕快鐵相撞事故：两列地铁列车在吉隆坡双子塔附近相撞，造成213人受伤，其中47人重伤。[16]
- 6月4日 –  中国 – 2021年兰新铁路列车撞人事故：甘肃省金昌一列火车驶入正在进行铁路工程區域，造成九名轨道工人死亡。[17]
- 6月7日 –  巴基斯坦 – 2021年達哈吉列車相撞事故：从卡拉奇到萨戈达的米拉特快车（英语：Millat Express）在达哈基站和雷蒂站之间因钢轨焊接接头失效而脱轨。出轨一分钟后，从拉瓦尔品第向卡拉奇相反方向行驶的赛义德爵士快车撞上了出轨的米拉特快车；造成65人死亡，约150人受伤。[18]
- 6月18日 -  昆士蘭州 - 一列雷托列车与一列ee16列车相撞，造成1人死亡。[19]
- 7月9日 -  奥地利 - 一辆有轨电车撞到穆尔谷铁路（英语：Murtalbahn）上的一棵倒下的树并脱轨。三節車廂中的一節停在穆爾河的一侧。17人受伤。[20]
- 7月15日 -  比利时 - 由西门子Desiro AM08运营的一列客运列车在Grupont附近脱轨，原因是軌床在比利时、德国和荷兰部分地区受到严重洪水冲毁。[21]
- 7月20日 -  中国 - 郑州地铁5号线水浸事故：在2021年7月河南水灾期間，一列鄭州地鐵5號線列車被洪水受困於地鐵隧道，而洪水滲入車廂內並淹到乘客胸部的高度；雖有500名乘客被獲救，但有14人溺斃。[22]
- 8月4日 -  捷克 - 2021年捷克米拉夫切列車相撞事故
- 10月8日
  -  日本 - 在東京都，2列車輛因規模5.9地震而出軌，3人受傷[23]
- 12月22日 -  伊朗 - 德黑蘭地鐵車輛因闖紅燈而追撞另一列車，22人受傷。[24]

## 2022年
- 1月5日 -  首爾特別市 - 2022年南韓忠清北道隧道事故：韓國高速列車KTX從首爾到釜山在韓國中部發生脫軌事故，總計7人受傷。[25]
- 1月9日 -  美国 -  一列都会铁路列車在加利福尼亚州帕科伊玛（英语：Pacoima, Los Angeles）發生塞斯納172型天鷹飛機追撞事故；天鷹飛機從洛杉磯怀特曼机场（英语：Whiteman Airport）起飛後發生引擎故障，並緊急迫降在鐵軌上；而飛行員於事故發生後被救出。[26]
- 1月13日 -  印度 - 2022年印度Maynaguri脫軌事故（英语：Mainaguri train accident）：比卡内尔-古瓦哈提快车（英语：Bikaner–Guwahati Express）在傑爾拜古里縣Mainaguri（英语：Maynaguri (community development block)）多莫哈尼（英语：New Domohani railway station）發生脫軌事故[27]，造成5死45傷。[28][29][30]
- 2月14日 -  德国 - 兩列慕尼黑S-Bahn列车在埃本豪森-舍夫特拉恩站（英语：Ebenhausen-Schäftlarn station）附近相撞，造成至少1人死亡、14人受伤。[31][32]
- 3月8日 -  阿根廷 - 一列客運列車在距离布宜诺斯艾利斯省奧拉瓦里亞10公里处脱轨。車上479人中有21人受轻伤。[33]
- 3月11日 -  刚果民主共和国 - 2022年盧阿拉巴省脫軌事故：列車在卢阿拉巴省發生出軌，造成61人死亡。[34][35][36]
- 3月16日 –  日本 - JR東北新幹線脫軌事故：東北新幹線山彥號列車因2022年福島地震在宮城縣發生脫軌，列车上的96名乘客全部安全脫困。[37]
- 3月21日 -  突尼西亞 - 事故发生在早上，在首都突尼斯南部，靠近Djebel Jelloud（法语：Djebel Jelloud），两列客運列车正面相撞造成95人受伤。[38]
- 3月28日 -  奈及利亞 - 阿布贾-卡杜纳火车袭击事件（英语：Abuja–Kaduna train attack）：在奈及利亚卡杜纳，一列从阿布贾到卡杜纳的旅客列车遭到土匪袭击，土匪在列车下方引爆了一枚炸弹，還有枪声不斷；此事件造成60人死亡，数十人受伤。[39]
- 4月4日 -  刚果民主共和国 - 列車在卢阿拉巴省發生出軌，造成7死14傷。[40][41]
- 4月5日 -  匈牙利 - 一列火车与一辆皮卡车相撞。 至少5人死亡，10人受伤。[42]
- 4月13日 -  中国 - 天津市蓟州区內一列货运列车从大秦铁路主線滑出，与另一列货运列车發生追尾。[43]
- 5月9日 -  奥地利 - 明兴多夫脫軌事故（英语：Münchendorf derailment）：列車在默德灵發生脫軌，造成一人死亡，多人受傷。[44]
- 5月16日 -  西班牙 - 在巴塞罗那的尖峰时段，一列货运列车發生脱轨并与一列客運列车相撞。造成客運列车司机殉職，80多名乘客受伤。[45]
- 6月3日
  -  德国 - 2022年加米施-帕滕基兴脱轨事故：一列双层客运列车在巴伐利亚脱轨，造成四人死亡，多人受伤。[46]
  -  義大利 - 高速鐵路列車在羅馬Serenissima隧道附近出軌，無人傷亡[47]
- 6月4日 -  中国 - 貴廣客運專線D2809次列車出軌事故：榕江縣持續降雨而泥石流侵入路線造成行經該路段的D2809次列车脱线，司機楊勇殉職，另外8人受傷。[48]
- 6月8日 -  伊朗 - 2022年南呼羅珊省列車出軌事故（英语：2022 South Khorasan train derailment）：位於伊朗南呼羅珊省，一列由塔巴斯開往亚兹德的客運列車撞上挖掘机並出軌，造成18死87傷。[49]
- 6月27日 -  美国
  - 2022年密蘇里州列車出軌事故（英语：2022 Missouri train derailment） ‒ 一列載有243名乘客的美鐵西南酋長號列車在密蘇里州门敦與砂石車相撞，導致有8節客運車廂與2節鐵路機車脫軌，据報導，出轨后约有三人受伤住院。[50][51]
  - 在加利福尼亚州布倫特伍德，一列載有89乘客的美鐵列車在平交道撞上小客車，造成3死2傷。[52]
- 12月1日，加拿大萨斯喀彻温省东南部一列火车脱轨，导致高速公路关闭。[53]

## 2023年
- 2月3日 -  美国 - 2023年俄亥俄州列车脱轨事故。
- 5月10日 -  中華民國（臺灣） - 臺中捷運塔吊撞擊事故。
- 6月2日 -  印度 - 2023年印度奥迪沙邦列车相撞事故[54]
- 8月6日 -  日本 - JR東日本東海道線電線杆撞擊事故[55]。
- 8月7日 -  日本 - 弘南鐵道大鰐線脫軌事故[56]。
- 12月14日 -  中国 - 2023年北京地铁追尾事故。
- 12月26日 -   -  2023年朝鮮端川站出軌事故

## 2024年
- 1月4日 -  美国 - 2024年紐約地鐵擦撞事故[57]。